# Die Sandgräfin
Die Sandgräfin ist eine 1927 entstandene deutsche Stummfilmadaption des gleichnamigen Werkes (1896) des deutschnationalen Schriftstellers Gustav Frenssen unter der Regie von Hans Steinhoff. Christa Tordy, Käthe von Nagy, Albert Steinrück und Jack Trevor spielen Hauptrollen.

## Handlung
Hoch oben an der Nordseeküste: Die Geschlechter der Grafen von Knee und der Großbauern Thorbecken sind seit Jahrhunderten bis aufs Blut verfeindet. Beide bewirtschaften ihren Grund und Boden, und längst hat die eigentliche Ursache keine Bedeutung mehr, doch hasst man sich nichtsdestotrotz seit Generationen leidenschaftlich und abgrundtief, weil einst der Lehnsherr von Knee sechs Thorbekens am Baum aufhängen ließ. Nun endlich haben sich die Machtverhältnisse umgekehrt, und der alte Thorbeken kann für das an seinen Vorfahren begangene Verbrechen finale Rache nehmen. Der grimmige Großbauer hat sämtliche Wechsel, die auf dem gräflichen Gut lasten, mit Hilfe des verbitterten Gutsverwalter des Adeligen, Baron Hinze, aufgekauft und will sie nun eingelöst bekommen. Dazu ist der alte Graf Knee nicht imstande, wie Thorbeken sehr wohl weiß, und deshalb plant der Bauer nichts weniger, als die bis zur Halskrause verschuldeten Knees ein für alle Mal von ihrem Land zu verjagen. 
In diese Gemengelage kehrt der junge Hans Thorbeken in die Heimat zurück, die er einst nach einem heftigen Streit mit seinem herrischen Vater verlassen hatte. Ein Pferdewagen rast Hans entgegen, am Steuer sein wieder einmal betrunkener Vater. Das bäuerliche Fuhrwerk touchiert den Sohn und verletzt diesen schwer. Der Alte, der seine durchgehenden Pferde nicht mehr kontrollieren kann, bekommt nichts davon mit und rast weiter. Als wenig später die beiden gräflichen Knee-Schwestern Gertrud und Frauke, Enkelinnen des alten Grafen, vorbeikommen, sehen sie Hans am Wegesrand liegen und nehmen ihn zu sich nach Haus aufs Schloss. Dort pflegt Gertrud, die titelgebende Sandgräfin, ihn in den folgenden Tagen und Wochen gesund. Hans, der natürlich vom Zwist zwischen den beiden Familien weiß, nennt Gertrud nicht seinen Namen, so dass sich zwischen den beiden zunächst eine problemlose Liebe entwickeln kann.
Der Tag der Rache ist gekommen. Thorbeken erscheint auf Schloss Knee und fordert die Einlösung der von ihm angekauften Wechsel. Da Graf Knee diese nicht bezahlen kann, fordert der Großbauer kaltlächelnd den Auszug der Knees vom Schloss. Nun erfährt Gertrud auch von Hans’ Identität und weist entsetzt den jungen Geliebten vom Hof. Zornig trifft Hans auf seinen Vater und es kommt zwischen den beiden Männern zu einer heftigen Auseinandersetzung. Hans möchte unbedingt versuchen, die Schuld Graf Knees zu tilgen, damit die Familie nicht Heim und Hof verliert. Das bringt den alten Thorbeken noch mehr in Rage. Der Bauer springt auf sein Pferdefuhrwerk, um endlich das Grafenschloss in seinen Besitz zu bringen. Dabei stürzt er eine Böschung hinab und bricht sich das Genick. Dadurch ist nun Hans Besitzer des Grafenschlosses geworden. Er heiratet nach dem Tod des alten Grafen dessen Tochter, die „Sandgräfin“, und sorgt dafür, dass der Hass begraben und der gräfliche Besitz nicht angetastet wird.

## Produktionsnotizen
Die Sandgräfin entstand im Oktober/November 1927 in Berlins Grunewald-Atelier sowie mit Außenaufnahmen in Ostfriesland. Der Film passierte die Filmzensur am 15. Dezember 1927 und wurde aufgrund seines deutschnationalen Inhalts auch für die Jugend freigegeben. Der Siebenakter mit einer Länge von 2782 Meter erlebte am 23. Februar 1928 seine Uraufführung in Berlins Beba-Palast-Atrium. In Österreich konnte man Die Sandgräfin erst anderthalb Jahre später sehen.
Bruno Lopinski übernahm die Aufnahmeleitung, die Filmbauten entwarfen Hans Sohnle und Otto Erdmann.

## Wissenswertes
Der Film verströmt allenthalben ein Gedankengut, das sowohl deutschnationalen als auch nationalsozialistischen Vorstellungen entspricht: Die Blut-und-Boden-Ideologie des Autors Frenssen ist durch den späteren NS-Parteigängers Hans Steinhoff ebenso stark herausgearbeitet worden wie auch das antisemitische Element, das durch einen unsympathischen Wucherer – der heißt Mandelbaum und ist ein Jude – bedient wird.

## Kritiken
Das Kino-Journal schreibt: „Wie man also schon am Personenverzeichnis abschätzen mag, ein Schwarz-Weiß-Bild, das in allen Farben erstrahlt. So oft man jetzt noch Gelegenheit hat, den leider für immer verlorenen Künstler Steinrück in seiner bis ins Detail prächtigen Charakterisierung sehen zu können, quillt ein Gefühl inniger Wehmut vom Herzen in die Kehle. Und Jack Trevor, der junge, unverbrauchte, bietet in jeder neuen Rolle neuen Genuß.“
Das Grazer Tagblatt schreibt: „Dieser hervorragend gelungene Film … ist, abgesehen von dem unterhaltlichen Moment, dem in äußerst wirksamer Weise Rechnung getragen ist, bemerkenswert durch die große Zahl namhaftester Künstler, die sich in seine Rollen teilen.“